# クリスマス・プディングの冒険
『クリスマス・プディングの冒険』（クリスマス・プディングのぼうけん、原題：The Adventure of the Christmas Pudding）は、1960年に刊行されたアガサ・クリスティの推理小説の短編集、および収録されている短編のタイトル。最初の5編はエルキュール・ポアロ、最後の1編はミス・マープルが主人公で構成される。

## 概要
本短編集で完全に新作なのは「クリスマス・プディングの冒険」と「グリーンショウ氏の阿房宮」だけで、以下に挙げるように他は再収録作品およびそれに類する作品である。
- 「スペイン櫃の秘密」(The Mystery of the Spanish Chest) - 「バグダッドの大櫃の謎」（The Mystery of the Bagdad Chest）の改編。
- 「負け犬」(The Under Dog) - 短編集 "The Under Dog and Other Stories"（1951年刊行）収録
- 「二十四羽の黒つぐみ」(Four-and-Twenty Blackbirds) - 短編集 "Three Blind Mice and Other Stories" （1950年刊行）収録
- 「夢」(The Dream) - 短編集 "The Regatta Mystery"（"The Regatta Mystery and Other Stories"とも、1939年刊行）収録

そのため、早川書房クリスティー文庫（ハヤカワ・ミステリ文庫）版では重複を避けるために、該当する短編集から話が削除されている。
『黄色いアイリス』（1980年）
底本は『The Regatta Mystery』（レガッタ・デーの事件、1939年）。「夢」を削除。
『愛の探偵たち』（1980年）
底本は『Three Blind Mice and Other Stories』（「三匹の盲目のねずみ」ほか、1950年）。「二十四羽の黒つぐみ」を削除。
『教会で死んだ男』（1982年）
底本は『The Under Dog and Other Stories』（「負け犬」ほか、1951年）。表題作「負け犬」を削除。

## 各話あらすじ

### クリスマス・プディングの冒険

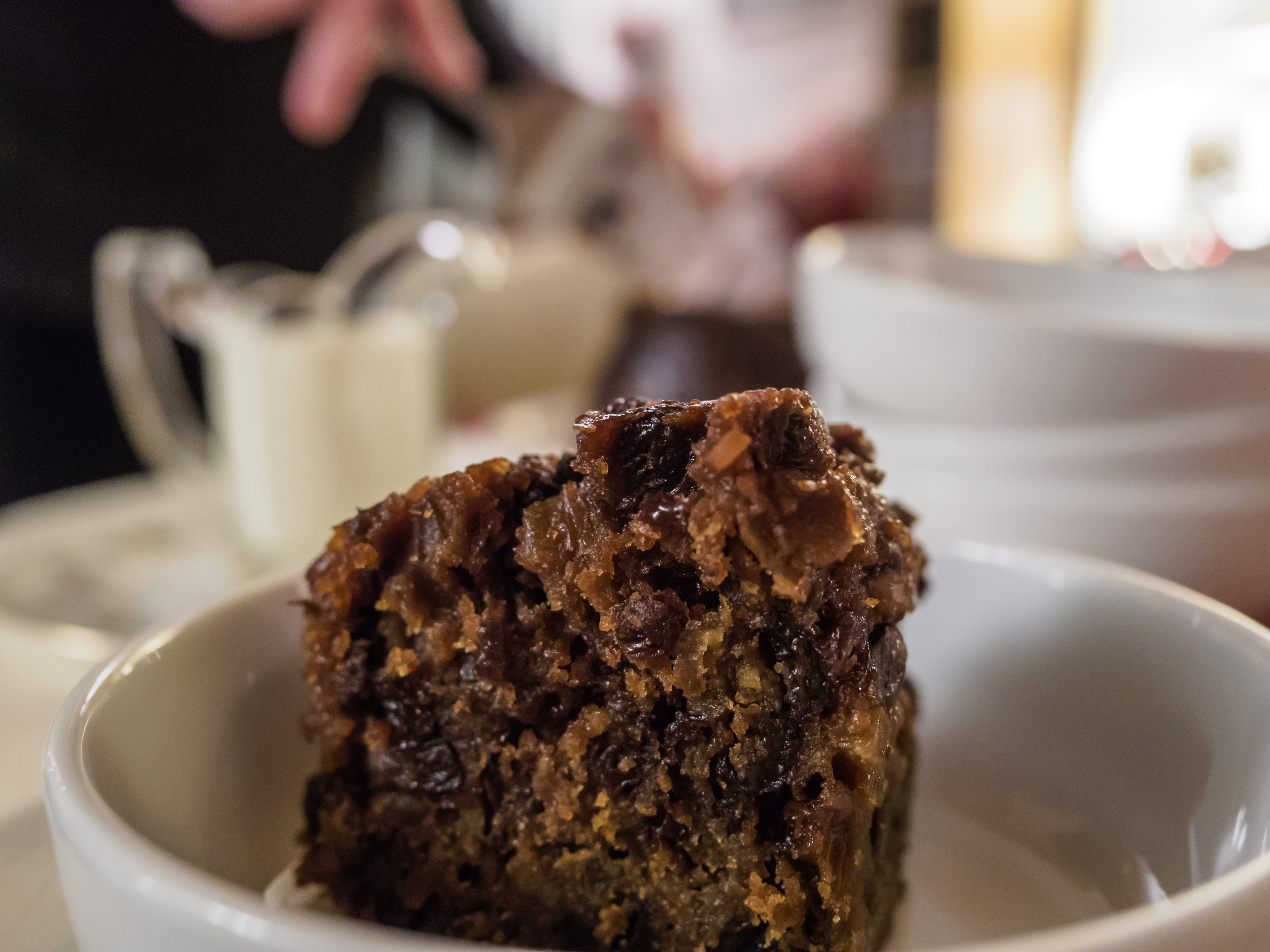
クリスマス・プディング

（原題: The Adventure of the Christmas Pudding）（1923年）主人公：エルキュール・ポアロ
ある東洋の国の将来王となる見込みで近々結婚を控えている人物が、ロンドンで怪しい女と浮気をして由緒あるルビーを持ち逃げされてしまう。事件の捜査を依頼されたポアロは、あるカントリーハウスでのクリスマスに招待される。そこには屋敷の主であるレイシー大佐夫妻、夫妻の孫娘サラ、孫コリン、コリンの学友マイケル、コリンとマイケルと同い年でレイシー夫人の大姪ブリジット、レイシー夫人の若い従妹ダイアナ、家族の友人デイヴィッド・ウェルウィンが滞在している。レイシー夫妻は、サラがデズモンド・リー＝ワートリーという若い男爵と交際していることに不安を感じており、彼がサラにふさわしくない人物であることを証明するために、彼をも招いており、彼は病み上がりの妹と一緒に滞在している。
一同は盛大なクリスマス・ディナーを行うが、クリスマス・プディングを食した際、大佐は自分のプディングに入っていた赤いガラスのかけらを喉に詰まらせそうになり、ポアロはそのかけらを預かる。
コリン、マイケル、ブリジットは、ポアロの探偵能力を試すために一計を案じ、ブリジットが雪の中の死体を演じるが、倒れていたブリジットを検分したポアロは、彼女が本当に死んでいると言い、コリンとマイケルはショックを受ける。そこに加わったリー＝ワートリーにポアロは脈を確認するように言い、死んだ少女の手にはプディングから出てきたルビーのようなガラスのかけらが握られていることを指摘する。リー＝ワートリーは唖然とするが、そのかけらを拾って警察を呼びに行く。
ポアロは皆を家に連れて行き、リー＝ワートリーが犯罪者であり、いくつかの事件に関与していることを明かす。彼の「妹」は東洋の王子からルビーを奪った若い女性で、二人はこの地まで追跡されたのだった。ポアロは子どもたちの計画を知ってブリジットにさらなる演技を頼み、彼女が握っていたのはポアロが持ち込んだルビーのイミテーションだった。本物はリー＝ワートリーと「妹」が新年に食べるはずのプディングに隠したが、偶然クリスマスに供されてしまっていた。

### スペイン櫃の秘密
（原題: The Mystery of the Spanish Chest） （1939年）主人公：エルキュール・ポアロ
ポアロは新聞で「スペイン櫃の謎」の最新記事に目を止め、ミス・レモンに事件の概要を調べてもらう。事件当時、チャールズ・リッチ少佐が自宅アパートで小さなパーティーを開いていた。招待客はクレイトン夫妻、スペンス夫妻、マクラーレン中佐である。直前になって、エドワード・クレイトンは仕事でその晩スコットランドに出張しなければならなくなり欠席した。彼はパーティーの少し前にマクラーレンとクラブで会って欠席することを説明し、駅に向かう途中でリッチの自宅に詫びに立ち寄った。リッチはあいにく留守だったが、下男のバージェスが彼を家に入れ、メモを書き残そうとするクレイトンを居間に残して自分は台所に戻った。10分ほど後にリッチが帰宅し、バージェスは用事で外出したが、リッチはクレイトンを見かけなかったし、バージェスもクレイトンを居間に残した後見ていなかった。その晩のパーティーはつつがなく行われたが、翌朝バージェスは部屋の隅にあるスペイン製の櫃から血痕のようなものが染み出てラグを汚しているのに気付き、驚いて櫃を開けるとクレイトンの刺殺死体があった。
警察はリッチを容疑者として逮捕するが、ポアロはリッチが犯人であれば死体の近くで平然と一夜を過ごしたことに納得がいかない。クレイトン夫人に会った彼は、彼女の美しい純真さに心を打たれ、（彼女自身は否定するが）彼女がリッチ少佐に惹かれていることに気がつく。パーティーの関係者たちは、誰もがクレイトン夫人の魅力と対称的な夫の感情の無さに同意する。ポアロは事件現場で櫃を調べ、背面と側面にいくつかの穴を見つけ、殺人のあった夜、衝立が櫃の前に置かれていて人目から隠されていたことを知る。スペンス夫人が使った『オセロ』の言葉を思い出し、ポアロは真相に気づく。クレイトンはオセロで、彼の妻はデズデモーナであり、マクラーレン中佐がイアーゴーなのだ。マクラーレン中佐はクレイトン夫人を愛しており、彼女がリッチ少佐に惹かれていることに嫉妬して、クレイトンが死に、リッチが殺人犯として告発されるという一石二鳥の完全犯罪を計画したのである。彼はクレイトンに夫人の不貞を何度もほのめかし、ついにクレイトンはスコットランドへの出張と偽ってリッチのアパートに忍び込み、櫃からパーティーの様子を観察することにした。マクラーレンは、人々がダンスをするようにレコードをかけ、その間に衝立の裏に行ってクレイトンが櫃の穴から外を覗いているところを刺したのであった。ポアロは、マクラーレンにこの推理をぶつければ、彼は自白すると確信する。

### 負け犬
（原題: The Under Dog） （1926年）主人公：エルキュール・ポアロ
ルーベン・アストウェル卿が別荘「モン・レポ」で撲殺され、甥のチャールズ・レヴァーソンが逮捕される。ルーベン卿の妻アストウェル夫人は、真犯人は秘書オーウェン・トレフシスだと直感で確信し、コンパニオンのリリー・マルグレイブを通じてポアロに捜査を依頼する。ポアロは、リリーが何か隠している様子であることにも興味を持ち、引き受ける。
「モン・レポ」に到着したポアロは、アストウェル夫人と話し、ルーベン卿の弟でビジネスパートナーのヴィクターもこの家の客であることを知る。兄弟そろって短気な性格で、屋敷内では何度も口論があり、ルーベン卿は使用人に怒りをぶつけることがあったほか、チャールズも度々口論に巻き込まれていた。執事のパーソンズによれば、ルーベン卿の遺体が見つかる直前、真夜中近くにチャールズが帰宅し、彼が叔父を怒鳴りつける声や、泣き声、鈍い音がしたという。また、秘書トレフシスは日頃ルーベン卿から冷酷ないじめを受けていたことを認める。ポアロは事件現場を観察し、なぜ文机に血痕があるのに死体は床で発見されたのかと不思議に思う。
ポアロはリリーの神経質な態度に疑念を抱いて彼女にかまをかけると、彼女は近くのホテルに宿泊しているハンフリー・ネイラー大尉の妹であると白状する。ネイラーはかつてアフリカの金鉱をルーベン卿にだまし取られており、彼女はその証拠をつかむためにルーベン卿の屋敷に入り込んでいた。事件当夜、彼女はルーベン卿の書斎で証拠の書類を盗み出し、その際に床に横たわった死体を発見したが、自分が殺したのではないと主張し、ポアロはそれを信じる。また、チャールズは酔って帰宅した際に叔父の死体を発見して動揺し、自分が疑われないために叔父との口論を演じていたことも判明する。
ポアロはアストウェル夫人に催眠術をかけさせ、殺人のあった夜の出来事を思い出させ、彼女と夫が口論していたときに、螺旋階段のカーテンの陰に誰かがいたことがわかる。ポアロは、螺旋階段で犯人の手がかりを見つけたと言い、それを自分の部屋の箱に入れたまま一旦ロンドンへ行く。帰ってきた彼は、トレフシスが真犯人だが、犯行は計画的なものではなかったと告げる。うっかりルーベン卿と夫人の口論を目撃してしまったことでルーベン卿から罵声を浴びせられ長年受けてきた屈辱に耐えかねて殴り倒してしまったのだった。ポアロが階段で手がかりを見つけたというのは嘘だったが、ジョージはポアロがいない間に、トレフシスがそれを盗みに来るのを目撃していた。アストウェル夫人は自分の直感が正しかったことが証明されて喜ぶ。

### 二十四羽の黒つぐみ
（原題: Four-and-Twenty Blackbirds） （1940年）主人公：エルキュール・ポアロ
ポアロは友人のヘンリー・ボニントンと外食をしていて、人の習慣に話が及ぶ。ヘンリーは、自分の推理の証拠として白ひげの男を挙げる。この髭の男は、水曜日と土曜日に同じ食事をし、3品のコース料理にほとんど同じものを注文しているという。ヘンリーが髭の男をじっと見ているのに気づいたウェイトレスが、先週にかぎって彼は月曜日にも来店し、ブラックベリーのタルトなど今まで注文したことのないものを注文したと言う。それを聞いたポアロは好奇心を刺激される。
3週間後、ポアロとヘンリーは地下鉄の列車で出会い、ヘンリーは髭の男が1週間姿を見せないことを口にする。ヘンリーは、あの男は医者から悪い知らせを告げられて衝撃を受け、自分が何をしているのかもわからなくなり習慣と違うことをしてしまったのだろうと推測する。調査を開始したポアロは最近の死亡者リストからその男ヘンリー・ガスコインの名前を簡単に見つけ、もっともらしい紹介でその男の担当医に会う。ガスコインは一人暮らしで、自宅の階段から転落死した。胃の内容物から死んだのは食後2、3時間後とみられ、午後7時過ぎに例のレストランでまた習慣と違う食事をしていたことから、死亡推定時刻は午後10時頃とされた。ポケットには手紙が入っていた。ポアロが親族について質問すると、ガスコインには双子の兄アンソニーがおり、長い闘病生活の末、弟と同じ日の午後に死んだこと、そして彼らの唯一の生存する親族は甥のジョージ・ロリマーであることを告げられる。ポアロは死んだ男の歯に興味を持ち、ブラックベリーを食べたとは思えない、年の割に非常に白い歯であることが確認される。
何度か電話をかけて調査をした後、ポアロはロリマーに会い、彼が殺人犯であると告発する。それに対するロリマーの反応は、ポアロの推理が正しかったことを示す。
ヘンリーと再会したポアロは説明する。アンソニーは巨額の財産を弟に残していた。ロリマーはいずれこの財産を相続する立場にあったが、お金がなくて焦っていたため、今すぐ財産を手に入れようと叔父を殺害し、死亡推定時刻を偽装するため変装してレストランで叔父になりすました。しかし、叔父の食習慣を真似ることを忘れ、ブラックベリーのタルトなど叔父が普段食べているものとは違うものを注文してしまった。ポアロはヘンリーに言う。「動揺した人間は習慣通りの行動を取るものだ。パジャマで外出してしまうことはありえるが、他人のパジャマを着てしまうことはない」と。

### 夢
（原題: The Dream） （1937年）主人公：エルキュール・ポアロ
ポアロは、引きこもりで風変わりな大富豪ベネディクト・ファーリーの家に呼び出される。ファーリーの秘書ヒューゴ・コーンワージーの事務所に案内されたところ、暗い部屋には大富豪本人が独りで座っており、ポアロは明るいデスクランプの光の中に座らされる。ファーリーは、自分が隣の自室の机で午後3時28分に机の引き出しから拳銃を取り出して自殺するという夢を毎晩見るので困っていると言う。ファーリーはポアロが辞去する際に、自分が送った手紙を返してくれるよう頼み、ポアロは持参した手紙を手渡すが、うっかり別の手紙を渡してしまったことに気づき、ファーリーに申し出て取り替えてもらう。
一週間後、知人のスティリングフリート医師からポアロに電話があり、ファーリーが自殺したと知らされる。ポアロはファーリーの自宅に行き、医師、警部、被害者の2番目の妻、娘ジョアンナ、そして秘書コーンワージーに会う。ポアロが前回ファーリーから聞いた夢の話をすると一行の中には驚く者もいたが、ファーリー夫人は夫から自殺する夢のことを聞かされたと言う。事件当時、ファーリーの部屋の外には二人の訪問者が長時間待たされており、コーンワージーが中に入って死体を発見した。その間、誰も被害者の部屋に入っておらず、部屋の窓の外には出入りできる余地は無い。ポアロは被害者が裸眼でどの程度の視力だったかを確認する。
ポアロは真相を推理する。前回訪問したときに、彼を迎えたのはファーリーではなく、彼に変装したコーンワージーであった。彼はポアロを手紙で呼び出し、ファーリーの部屋ではなく自分の部屋に通した。ファーリーの分厚い眼鏡をかけていた彼は、ポアロが間違った手紙を返したことに気づかなかった。コーンワージーは、窓越しにファーリーを窓辺までおびき寄せ、自分の部屋の窓から身を乗り出して彼を射殺した。しばらくして、死体を「発見」しに行き、その手に拳銃を握らせたのだった。彼の共犯者はファーリー夫人で二人は愛し合っていた。彼女は関係者のうち唯一ファーリーから夢のことを聞いたと証言していた。彼女は怒りに任せてポアロに襲いかかろうとするが、スティリングフリート医師に捕らえられ、事件は決着する。

### グリーンショウ氏の阿房宮
（原題: Greenshaw's Folly） 主人公：ミス・マープル
ミス・マープルの甥で作家のレイモンド・ウェストは、文芸評論家のホレイス・ビンドラーに「グリーンショウの阿房宮」として知られる地元の建物を案内する。かつてこの家を建てた男の孫娘で今は年老いたミス・グリーンショウに庭で遭遇し、二人は歓迎される。彼女はコンパニオンのクレスウェルと若い庭師のアルフレッドを雇っている。グリーンショウは二人の訪問者に、作成したばかりの遺言書の証人になるように頼む。彼女は、唯一の肉親である甥ナサニエル・フレッチャーには何も渡さないと決めていたので、すべてをクレスウェルに残すのだと言う。彼女は祖父の膨大な日記を見せ、編集して出版したいが時間が足りないと言う。
レイモンドから話を聞いた姪のルイーズは、志願してグリーンショウ家の日記の編集を始める。ある日グリーンショウはクレスウェルには内緒でフレッチャーを昼食に招待する。その日、ルイーズが2階で日記の作業をしていると庭から悲鳴が聞こえ、グリーンショウが胸に矢が刺さった状態でよろめきながら家に向かってくるのが見えた。ルイーズは助けに降りていこうとするが、扉に鍵がかかっていて部屋から出られない。同じ2階の並びの部屋で、クレスウェルも同じように閉じ込められていると叫ぶ。数分後に到着した警官は、それぞれの部屋から二人を解放する。その後で巡査部長や昼食に呼ばれたフレッチャーが到着する。
その夜、ウェルチ警部はレイモンドに遺言について質問するが、ミス・マープルは、グリーンショウがレイモンドに言っていたことは嘘で、遺言書に書かれた本当の相続人はアルフレッドであり、彼はグリーンショウの祖父の隠し子の孫だろうと言う。アルフレッドはアーチェリー・クラブのメンバーだが、殺害時刻については完璧なアリバイがある。ミス・マープルは、ルイーズが2階から見たグリーンショウは実はクレスウェルの芝居であり、そして最初に到着した警官は共犯者のフレッチャーだったのだろうと言い当てる。
作品背景
本作は、1955年に執筆された中編作品『ポアロとグリーンショアの阿房宮』が雑誌掲載には難しい長さであったことから出版社に拒絶されたため、これを長編化して翌1956年に発表したのがポアロの登場作品『死者のあやまち』で、「グリーンショアの阿房宮」というタイトルのみ本作に引き継がれた。

## 日本語訳

### 一般書
- 早川書房

| 番号 | 出版年          | 書名                         | シリーズ名等          | 文庫名等                                | 収録話数 | 編者等 | 訳者                                                           | 巻末                            | ページ数 | ISBNコード     | カバーデザイン  | 備考 |
| ---- | --------------- | ---------------------------- | --------------------- | --------------------------------------- | -------- | ------ | -------------------------------------------------------------- | ------------------------------- | -------- | -------------- | --------------- | ---- |
| 1    | 1961年 6月30日  | クリスマス・プディングの冒険 | 世界ミステリシリーズ  | ハヤカワ・ポケット・ミステリ No.640     | 6        |        | 橋本福夫、福島正実、小笠原豊樹、小尾芙佐、小倉多加志、宇野利泰 | 解説 クリスティーへの讃辞       | 294      |                |                 |      |
| 2    | 1985年 2月15日  | クリスマス・プディングの冒険 | クリスティー短編集 13 | ハヤカワ・ミステリ文庫 HM1-78 (ク-1-78) | 6        |        | 橋本福夫、福島正実、小笠原豊樹、小尾芙佐、小倉多加志、宇野利泰 |                                 | 379      | 4150700788     | 真鍋博          |      |
| 3    | 2004年 11月18日 | クリスマス・プディングの冒険 |                       | クリスティー文庫 63                     | 6        |        | 橋本福夫、福島正実、小笠原豊樹、小尾芙佐、小倉多加志、宇野利泰 | 解説 川原泉「解説？エッセイ？」 | 466      | 978-4151300639 | Hayakawa Design |      |

| 番号 | 01                           | 02                           | 03                           | 備考                |
| ---- | ---------------------------- | ---------------------------- | ---------------------------- | ------------------- |
|      | はじめに                     | はじめに                     | はじめに                     | （序文）橋本福夫=訳 |
| A    | クリスマス・プディングの冒険 | クリスマス・プディングの冒険 | クリスマス・プディングの冒険 | 橋本福夫=訳         |
| B    | スペイン櫃の秘密             | スペイン櫃の秘密             | スペイン櫃の秘密             | 福島正実=訳         |
| C    | 負け犬                       | 負け犬                       | 負け犬                       | 小笠原豊樹=訳       |
| D    | 二十四羽の黒つぐみ           | 二十四羽の黒つぐみ           | 二十四羽の黒つぐみ           | 小尾芙佐=訳         |
| E    | 夢                           | 夢                           | 夢                           | 小倉多加志=訳       |
| F    | グリーンショウ氏の阿房宮     | グリーンショウ氏の阿房宮     | グリーンショウ氏の阿房宮     | 宇野利泰=訳         |

### 児童書
- 早川書房

| 番号 | 出版年         | 書名                                      | シリーズ名等 | 文庫名等                     | 収録話数 | 編者等 | 訳者     | 巻末          | ページ数 | ISBNコード     | カバーデザイン                                                                  | 備考 |
| ---- | -------------- | ----------------------------------------- | ------------ | ---------------------------- | -------- | ------ | -------- | ------------- | -------- | -------------- | ------------------------------------------------------------------------------- | ---- |
| 101  | 2023年10月18日 | 名探偵ポアロ クリスマス・プディングの冒険 |              | ハヤカワ・ジュニア・ブックス | 6        |        | 奥村章子 | 解説 大矢博子 | 416      | 978-4152102485 | イラスト:二階堂彩、藤森カンナ イラスト編集:サイドランチ 装幀:早川書房デザイン室 |      |

| 番号 | 101                          | 備考     |
| ---- | ---------------------------- | -------- |
|      | はじめに                     | （序文） |
| A    | クリスマス・プディングの冒険 | 、       |
| B    | スペイン櫃の秘密             |          |
| C    | 負け犬                       |          |
| D    | 二十四羽の黒つぐみ           |          |
| E    | 夢                           |          |
| F    | グリーンショウ氏の阿房宮     |          |

脚注（児童書）
1. ↑  漢字にはフリガナが付く。
2. ↑  「グリーンショウ氏の阿房宮」には「（ミス･マープルの名推理）」、それ以外には「（名探偵ポアロ）」の副題が付く。

## 映像化作品
名探偵ポワロ
ポワロ役はデヴィッド・スーシェ。吹き替えは熊倉一雄。本短編集のポワロもの5編すべてが映像化されている。
- 『盗まれたロイヤル・ルビー』シーズン3 エピソード9（通算第28話） イギリス1991年放送、 日本1992年放送
  - 原作は『クリスマス・プディングの冒険』。
  - レイシー大佐: フレデリック・トレビス - 館の主人、考古学者
  - レイシー夫人: ステファニー・コール
  - ファルーク王子: アントニー・ザキ - ルビーを盗まれるエジプト王国の王子
  - デズモンド・リー＝ワートリー: ナイジェル・ル・ヴァイラン - サラが思いを寄せる青年
  - サラ・レイシー: ヘレナ・ミッシェル - 大佐の孫娘
  - デヴィッド・ウェルウィン: ジョン・バーノン - サラの幼なじみ

- 『スペイン櫃の秘密』シーズン3 エピソード8（通算第27話） イギリス1991年放送、 日本1992年放送
  - エドワード・クレイトン: マルコム・シンクレア - 被害者
  - マルグリット・クレイトン: キャロライン・ラングリッシェ - 被害者の妻
  - カーティス大佐: ジョン・マケナリー - クレイトンの友人
  - リッチ少佐: ピップ・トーレンス - クレイトン夫人の友人

- 『負け犬』シーズン5 エピソード2 （通算第35話） イギリス1993年放送、 日本1994年放送
  - 原作とは真犯人の立場が異なる。
  - ルーベン・アストウェル卿: デニス・リル - 被害者の実業家
  - アストウェル夫人: アン・ベル - 被害者の妻
  - リリー・ネイラー: アディ・アレン - 夫人のコンパニオン
  - チャールズ・レバノン: ジョニー・フィリップス - 被害者の甥
  - ホレス・トレフューシス: ビル・ウォーリス - 被害者の会社の研究者
  - ビクター・アストウェル: イアン・ゲルダー - 被害者の弟で共同経営者

- 『24羽の黒つぐみ』シーズン1 エピソード4 （通算第4話） イギリス1989年放送、 日本1990年放送
  - ジョージ・ロリマー: リチャード・ハワード - 双子の甥、劇場の支配人
  - ヒル夫人: ヒラリー・メイソン - 家政婦
  - ポニントン: デニス・ホーソーン - 歯科医
  - ダルシー・ラング: ホリー・デヨング - モデル

- 『夢』シーズン1 エピソード10 （通算第10話） イギリス1989年放送、 日本1990年放送
  - ベネディクト・ファーリー: アラン・ハワード - 被害者の大富豪
  - ジョアンナ・ファーリー: ジョエリー・リチャードソン - 被害者の娘
  - ルイーズ・ファーリー: メアリー・タム - 被害者の妻
  - ヒューゴ・コーンワージー: アラン・ハワード - ファーリーの秘書

アガサ・クリスティー ミス・マープル
- 『グリーンショウ氏の阿房宮』シーズン6 エピソード2 （通算第22話） イギリス2013年放送
  - 基本的には原作を踏襲しつつ、登場人物や設定を大幅に追加して約90分のドラマにしている。
  - ミス・マープル: ジュリア・マッケンジー
  - ルイーザ・オクスレイ: キンバリー・ニクソン - ミス・マープルの知人
  - キャサリン・グリーンショウ: フィオナ・ショウ
  - アルフレッド: マーティン・コムストン
  - クレスウェル: ジュリア・サワラ - グリーンショウ家の家政婦
  - ナット・フレッチャー: サム・リード
  - ホレス・ビンドラー: ラフス・ジョーンズ - ジャーナリスト
  - ブロフィー牧師: ロバート・グレニスター - 近所の教会の牧師、孤児院の経営者

アガサ・クリスティーの名探偵ポワロとマープル
NHK総合テレビで2004年7月4日から2005年5月15日まで放送されたアニメ。本短編集のポワロもの5編のうち、「クリスマス・プディングの冒険」（アニメ版タイトルは「クリスマスプディングの冒険」）と「二十四羽の黒つぐみ」が映像化された。ポワロ役は里見浩太朗。
ゲスト声優として、前者には星由里子がバーバラ・レイシイ役で、孫のブリジット役には玉置成実が起用されている。後者には美木良介が被害者の検視を担当した医師役で出演。